# Фишбах-на-Рёне
Фишбах-на-Рёне (нем. Fischbach/Rhön) — община в Германии, в земле Тюрингия. 
Входит в состав района Вартбург. Подчиняется управлению Оберес Фельдаталь.  Население составляет 569 человек (на 31 декабря 2010 года). Занимает площадь 7,02 км².

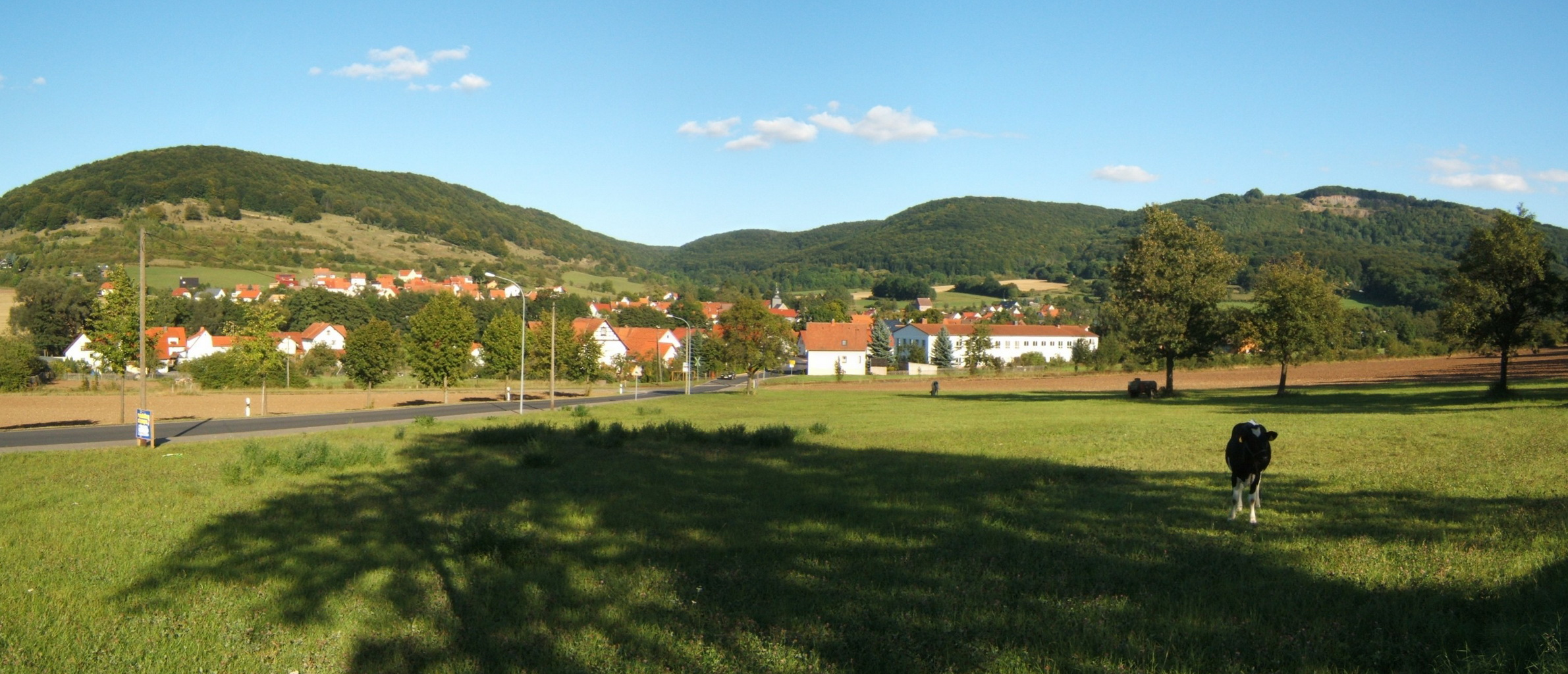
Фишбах-на-Рёне